# Tunilla albisaetacens
Tunilla albisaetacens là một loài thực vật có hoa trong họ Cactaceae. Loài này được (Backeb.) D.R. Hunt & Iliff mô tả khoa học đầu tiên năm 2000.